# Suizy-le-Franc
Suizy-le-Franc ist eine französische Gemeinde mit 106 Einwohnern (Stand: 1. Januar 2022) im Département Marne in der Region Grand Est. Sie gehört zum Kanton Dormans-Paysages de Champagne und zum Arrondissement Épernay. 

## Geografie
Die Gemeinde Suizy-le-Franc liegt am oberen Surmelin etwa auf halbem Weg zwischen den Städten Épernay und Montmirail. Sie ist umgeben von folgenden Nachbargemeinden:
|                 | Igny-Comblizy                               |                 |
| Orbais-l’Abbaye | Kompassrose, die auf Nachbargemeinden zeigt | Mareuil-en-Brie |
|                 | La Chapelle-sous-Orbais                     | Corribert       |

## Bevölkerungsentwicklung

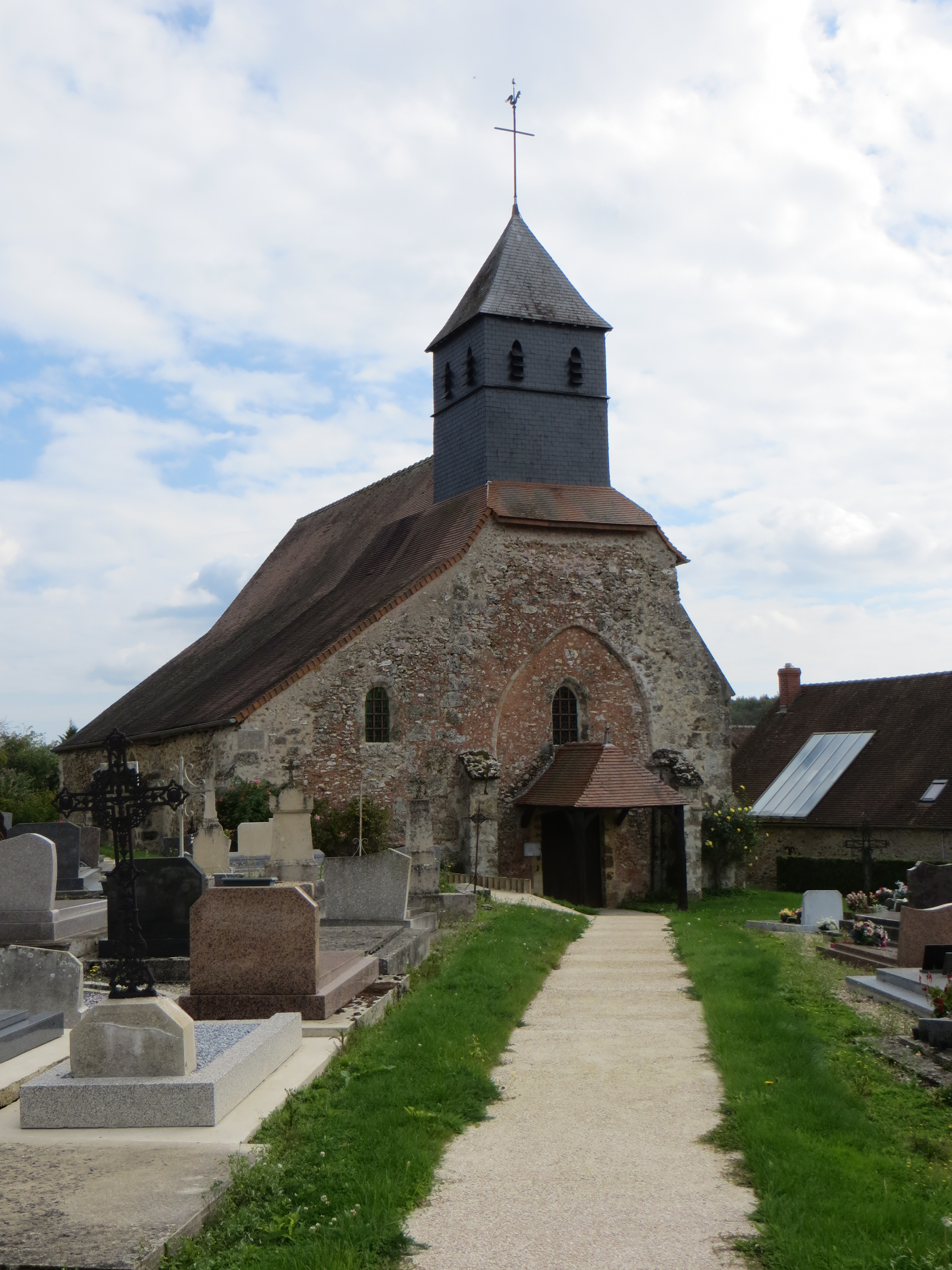
Kirche Saint-Remi

| Jahr                       | 1962 | 1968 | 1975 | 1982 | 1990 | 1999 | 2008 | 2018 |
| -------------------------- | ---- | ---- | ---- | ---- | ---- | ---- | ---- | ---- |
| Einwohner                  | 135  | 100  | 91   | 67   | 76   | 91   | 116  | 106  |
| Quellen: Cassini und INSEE |      |      |      |      |      |      |      |      |